# Fritz Valentin
Fritz Valentin (* 6. August 1897 in Hamburg; † 2. Januar 1984 in Wedel) war ein deutscher Richter. Durch seine Ablehnung einer Strafverfolgung Homosexueller schrieb er 1951 mit dem sogenannten Drei-Marks-Urteil Rechtsgeschichte.

## Leben und Wirken

### 1897 bis 1918
Fritz Valentin wurde Ende des 19. Jahrhunderts in Hamburg geboren. Sein Vater Albert (1861–1930) war ein säkular lebender Jude. Valentins Mutter Emma Stettenheim (1872–1931) entstammte einer jüdisch-katholischen Familie. Sie war evangelisch. Valentin hatte drei Geschwister; Eva, Curt und Albert. Ebenso wie diese wurde auch er getauft.
Fritz Valentins Vater arbeitete als Arzt im Hamburger Stadtteil St. Georg. Valentin besuchte die Gelehrtenschule des Johanneums.
Zu Beginn des Ersten Weltkrieges, im Alter von 16 Jahren, meldete er sich freiwillig zum Kriegsdienst. Vier Jahre kämpfte Valentin an der Westfront. Erst als Soldat ohne Befehls- und Kommandogewalt, später als Offizier.

### 1918 bis 1933
Nach Kriegsende immatrikulierte sich Valentin an der 1919 neu gegründeten Hamburger Universität. Anfangs studierte er Archäologie und alte indogermanische Sprachen, wandte sich jedoch im Weiteren der Rechtswissenschaft zu. Im Jahr 1922 legte er das Erste, 1924 das Zweite Juristische Staatsexamen ab.
Valentin wurde Staatsanwalt, 1927 Strafrichter am Amtsgericht und 1933 Untersuchungsrichter am Landgericht für Strafsachen und Disziplinarsachen der nichtrichterlichen Beamten.
1923 heiratete er.

### 1933 bis 1946
Das Frontkämpferprivileg erlaubte es ihm, nach der Machtübernahme durch die Nationalsozialisten im Jahr 1933 zunächst weiterhin als Richter tätig zu sein. Seine Funktion als Disziplinarrichter verlor er jedoch.
Nachdem Valentin sich schriftlich gegen die Diffamierung der Juden durch die Nationalsozialisten in Deutschland gewehrt hatte, wurde er beurlaubt und schließlich zwangspensioniert. Am Kampf gegen den Antisemitismus mit dem geschriebenen Wort hielt er fest.
Im Jahr 1939 emigrierte Valentin mit seiner Ehefrau Cili (Cäcilie) und den gemeinsamen Kindern Ursula, Renate sowie Eva nach England. Zuvor war der Versuch gescheitert, in die Vereinigten Staaten ins Exil gehen zu können. In Croydon lebte die Familie in materiell bescheidenen Verhältnissen.
Im April 1945 erhielt Valentin eine Anstellung in einer aus deutschen Juristen gebildeten Spezialeinheit. Deren Aufgabe war es, englische Offiziere mit dem deutschen Rechtswesen vertraut zu machen.
1946 kehrte Valentin aus dem Exil nach Hamburg zurück. In der Hansestadt nahm er seine Tätigkeit als Richter wieder auf und übte diese bis 1964 aus.

### Ab 1946

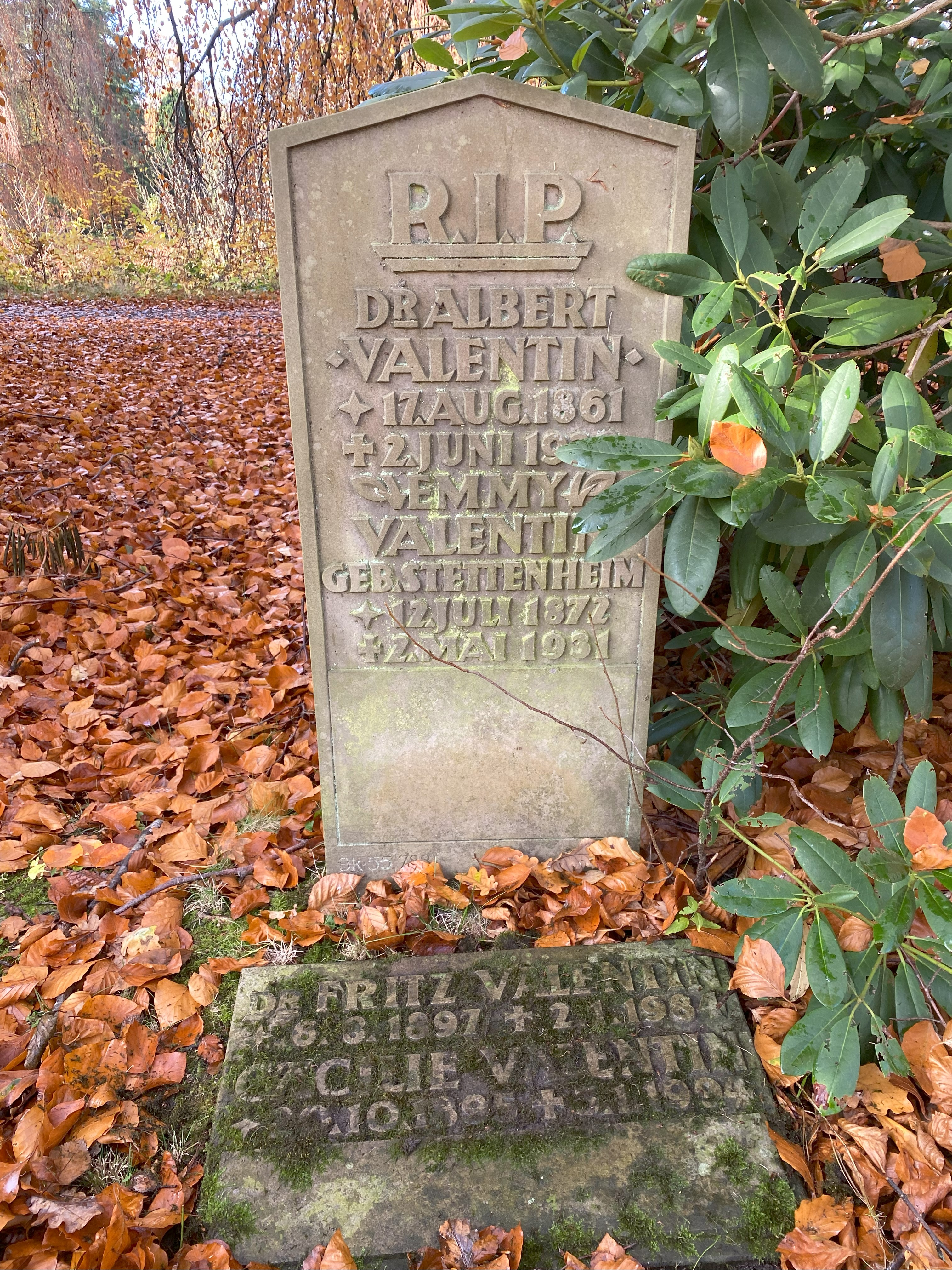
Grabstätte auf dem Friedhof Ohlsdorf

#### Drei-Marks-Urteil
Aufsehen erregte das 1951 gesprochene „Drei-Marks-Urteil“ Valentins. Als Richter hatte er in 2. Instanz endgültig über das Strafmaß für zwei Männer zu entscheiden, die nach § 175 des Strafgesetzbuches wegen homosexueller Betätigung zu acht Monaten Gefängnis verurteilt worden waren. Valentin reduzierte die Strafe auf den Mindestsatz von einem Tag Gefängnis oder drei Deutsche Mark. Die Urteilsbegründung lautete, dass beide Männer zwar nach dem Gesetz bestraft werden müssten, der Unrechtsgehalt ihrer Taten aber als gering anzusetzen sei. Das Urteil entsprach einer Gesetzesschelte. Valentin argumentierte, das Gesetz mute den Angeklagten Einschränkungen zu, welche sexuell anders veranlagten Männern nicht auferlegt würden. Die geforderte Unterdrückung des Geschlechtstriebes sei eine große Härte. Valentin schloss mit einem Plädoyer für eine weitgehende Revision des Gesetzes. Eine Strafbarkeit sexueller Handlungen unter Männern sollte im Normalfall entfallen. 18 Jahre später, 1969, wurde das Gesetz geändert; nahezu so, wie es Valentin in seinem Urteil Anfang der 1950er Jahre vorgeschlagen hatte.

## Evangelische Akademie Hamburg
Valentin beteiligte sich ab 1950 an der Arbeit der Evangelischen Akademie Hamburg. Er hielt Vorträge und leitete Veranstaltungen zu Rechtsthemen. „Er hatte seinen Anteil daran, dass sich die Hamburger Akademie einen Ruf als ‚linke Akademie’ erwarb.“
Fritz Valentin verstarb 86-jährig und wurde neben seinen Eltern auf dem Friedhof Ohlsdorf beigesetzt. Die Grabstätte im Planquadrat BK 55 liegt nördlich des Museums im Heckengarten.